# Guillermo del Valle
Guillermo del Valle, auch bekannt unter dem Spitznamen „El Negrito“, ist ein ehemaliger peruanischer Fußballspieler, der vorwiegend im Mittelfeld agierte.

## Leben
Del Valle wurde Anfang 1947 von Moctezuma Orizaba verpflichtet und gewann mit dem Verein im selben Jahr den mexikanischen Pokalwettbewerb und den Supercup, zu dessen Gewinn er beim 3:0-Sieg gegen den amtierenden Meister CF Atlante zwei Treffer beisteuerte.
Del Valle blieb bei Moctezuma bis zu deren Rückzug aus der mexikanischen Profiliga 1950 und wechselte dann zu Atlas Guadalajara. Mit diesem Verein gewann er gleich in seiner ersten Saison 1950/51 die mexikanische Fußballmeisterschaft. Nach der Saison 1951/52 verließ er den Club Atlas und stand in der Saison 1952/53 beim León FC unter Vertrag. 1953 schloss Del Valle sich dem Aufsteiger Deportivo Toluca an, bei dem er bis 1954/55 blieb. In der Saison 1955/56 spielte Del Valle für den Club Deportivo Zamora, mit dem er den Abstieg in die zweite Liga hinnehmen musste.

## Erfolge
- Mexikanischer Meister 1950/51
- Copa México: 1947
- Campeón de Campeones: 1947